# قاي بيلي
قاي بيلي (بالإنجليزية: Guy Bailey)‏ هو رئيس ‏ أمريكي، ولد في 9 أغسطس 1950.